# 10,35×47mmR
O 10,35×47mmR Vetterli (também conhecido como 10.4x47R Vetterli 1870), é um cartucho de fogo central metálico que utilizava pólvora negra, adotado pelo governo Italiano a partir de 1870.

## Utilização
O 10,35×47mmR é o cartucho do fuzil Vetterli-Vitali Mod. 1870/87, o fuzil de serviço padrão das forças armadas do Reino da Itália de 1870 até a adoção do Carcano Mod. 91.

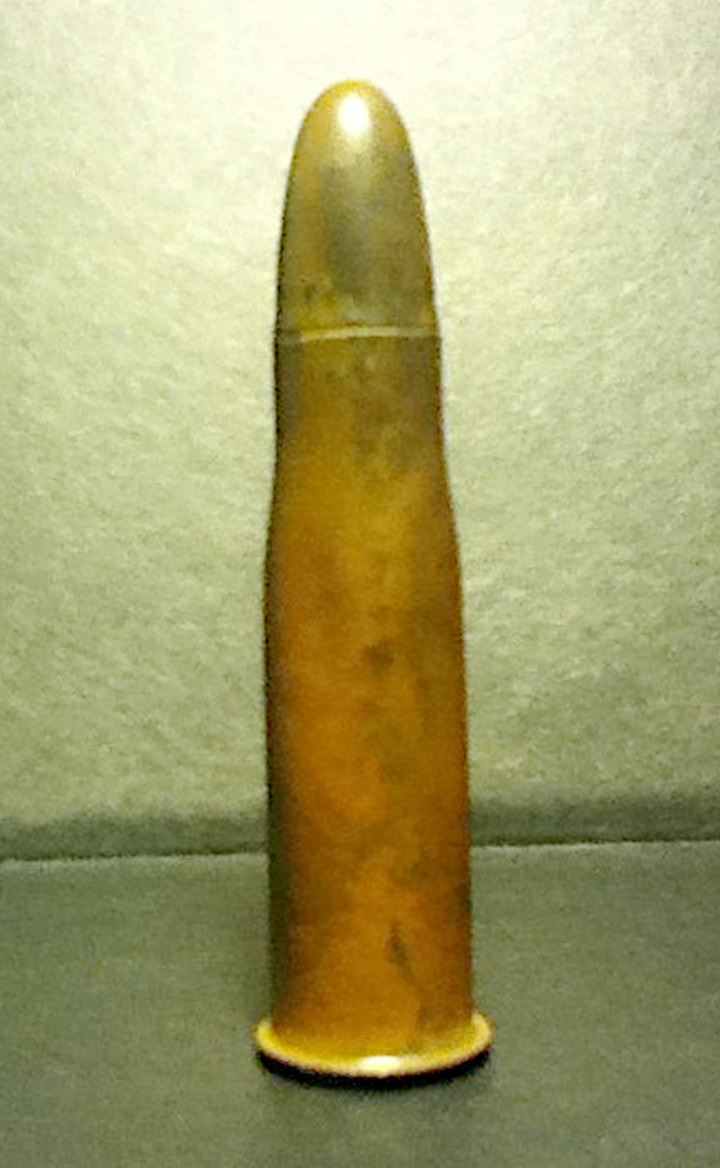
Um exemplar do 10,35×47mmR Vetterli.

## Histórico
O 10,35×47mmR era a munição do fuzil suíço Vetterli Mod. 1870/87 de ferrolho deslizante e giratório, adotado pelo "Regio Esercito" em 1870 para substituir o Carcano Mod. 67 com sistema de percussão por agulha. Posteriormente o fuzil Vetterli foi modificado com a instalação de um carregador de caixa fixo projetado pelo oficial Giuseppe Vitali, sendo renomeado para "Vetterli-Vitali Mod. 1870/87". O clip usado para o recarregamento do carregador de caixa fixo de 4 tiros, era composto de: uma placa de madeira, duas chapas de aço estampado e um simples cordão para retirá-lo, depois que os cartuchos fossem inseridos. A arma e seu cartucho foram usados nas guerras coloniais do final do século XIX e na Guerra da Líbia. Substituído como fuzil de serviço em 1891 pelo Carcano Mod. 91 no calibre 6,5×52mm, durante a Primeira Guerra Mundial, devido à grande procura de armas, foi destinado às tropas coloniais. Curiosamente, durante a Guerra Civil Espanhola, a União Soviética enviou 16.000 "Vetterli Mod. 1870" obsoletos e de tiro único como "ajuda de guerra" às tropas republicanas, rapidamente retirados devido à difícil disponibilidade de munição.

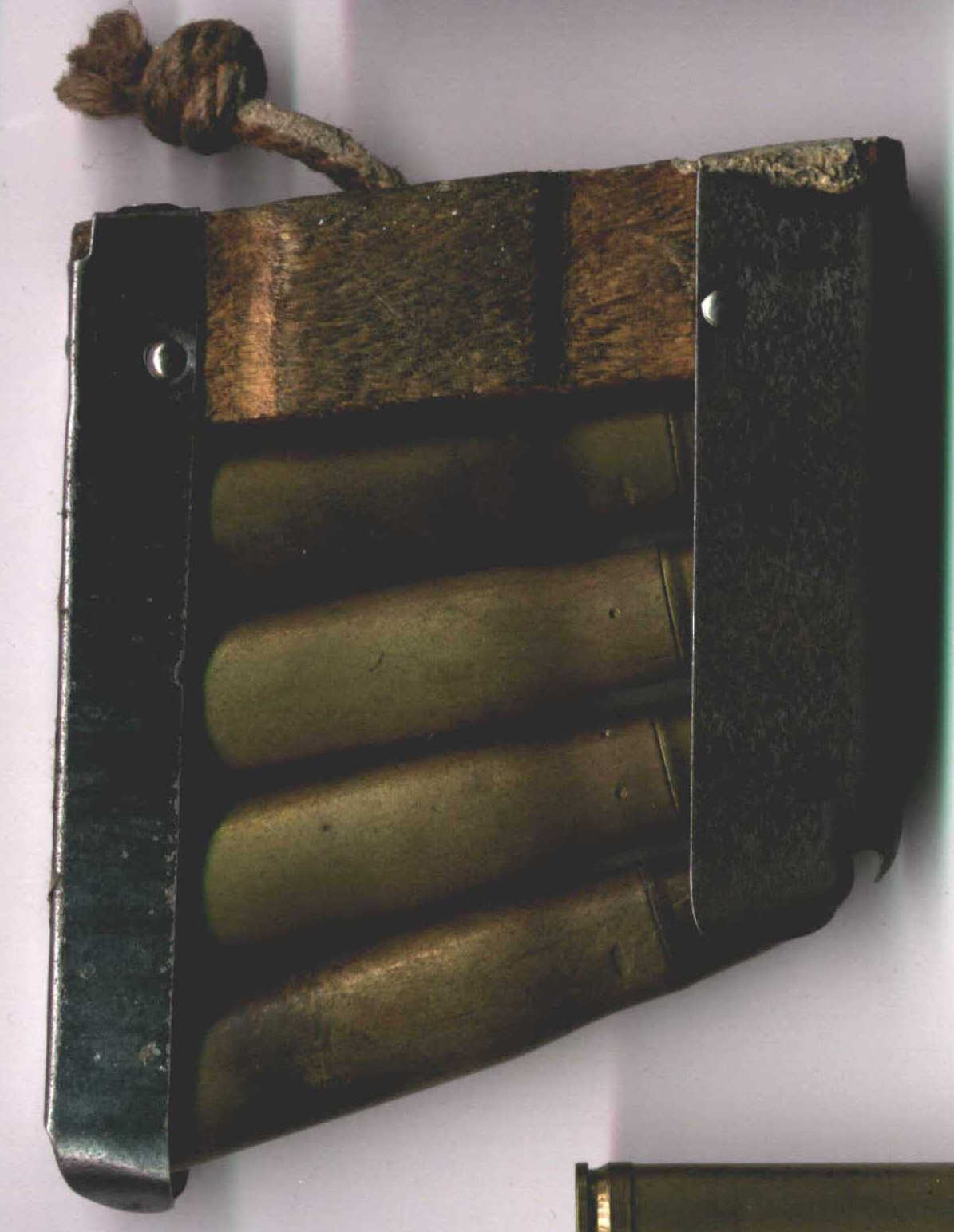
Um "clip" para carregar cartuchos 10,35×47mmR Vetterli.

## Características
O 10,35×47mmR é um cartucho de fogo central de latão. A bala de chumbo pesa 28,28 gramas, enquanto a carga é de 4,01 g de pólvora negra; em 1890, com a adoção da pólvora sem fumaça, ele passou a usar uma bala jaquetada de chumbo revestida de metal de 16 g mais resistente e a carga passou a ser de 2,40 g de ballistite.

## O 10,35×47mmR Mod. 90

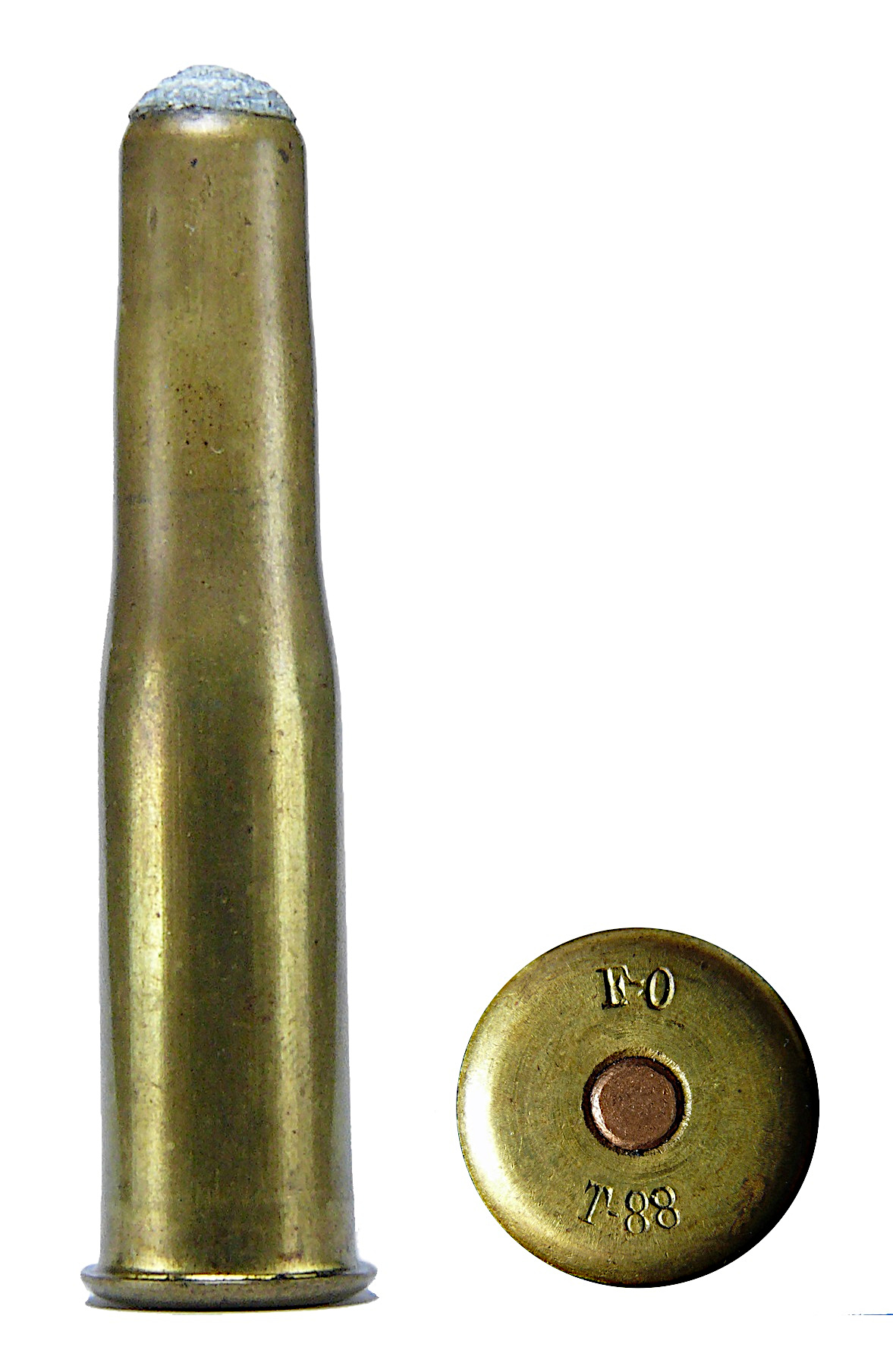
O 10,35×47mmR Mod. 90.

O "cartuccia a mitraglia Mod. 90", é uma versão com o estojo de latão alongado de 47,45 para 63 mm, com carga reduzida, destinada a serviços de segurança e ordem pública. O "pescoço" longo continha três cilindros de chumbo empilhados, cada um pré-cortado em três partes; no topo dos três cilindros, uma pequena bola de chumbo de 9,6 mm de diâmetro se projeta da "boca" do estojo, resultando num total de 10 projéteis ao estilo "buckshot".

## Dimensões

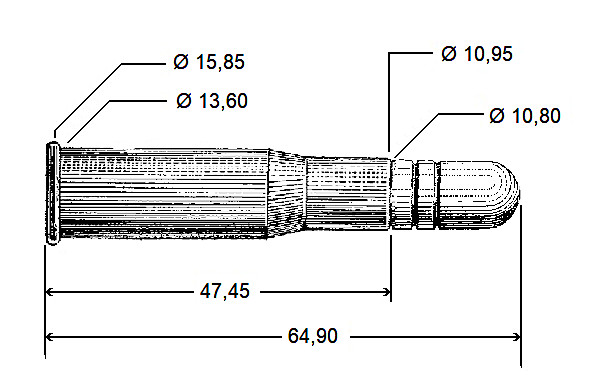

## Fabricantes
- Pirotecnico di Torino
- Pirotecnico di Bologna
- Pirotecnico di Capua
- Leon & Beaux
- Giulio Fiocchi
- Società Metallurgica Italiana
- Societé Française des Munitions
- Deutsche Waffen und Munitions Fabrike A.G.